# NGC 3118
NGC 3118 é uma galáxia espiral (Sbc) localizada na direcção da constelação de Leo Minor. Possui uma declinação de +33° 01' 38" e uma ascensão recta de 10 horas, 07 minutos e 11,4 segundos.
A galáxia NGC 3118 foi descoberta em 16 de Março de 1884 por Édouard Jean-Marie Stephan.